# Сапота
Сапо́та, или сапотовое дерево (лат. Pouteria sapota) — растение семейства Сапотовые (Sapotaceae).

## Описание
Дерево высотой около 20 м. Листья очень крупные, длиной до 60 см, обратнояйцевидные или обратноланцетные. Цветки обоеполые, беловатые. Плоды шаровидные, красновато-коричневые, диаметром 8—20 см, с розовой, оранжевой или красной мякотью и одним крупным семенем. Чем более зрелый плод, тем интенсивнее окраска мякоти и тем более выражен сладкий вкус.

## Распространение
Родина сапоты — Южная Мексика. В настоящее время культивируется также повсюду в тропической Америке, на Кубе, на Антильских островах, на Филиппинах, в Юго-Восточной Азии.

## Использование
Древесину дерева используют для столярных работ. Плоды дерева употребляются в свежем виде, в молочных коктейлях и мороженом.

## Таксономия
Pouteria sapota (Jacq.) H.E.Moore & Stearn Taxon 16: 383. 1967.

### Синонимы
- Achras mammosa Bonpl. ex Miq. nom. illeg.
- Achras zapota major Jacq.
- Bassia jussaei Griseb.
- Calocarpum huastecanum Gilly
- Calocarpum sapota (Jacq.) Merr.
- Calospermum parvum Pierre
- Lucuma bonplandii Kunth
- Sapota mammosa Mill.
- Sideroxylon sapota Jacq.basionym